# Sonnac, Charente-Maritime
Sonnac là một xã trong tỉnh Charente-Maritime trong vùng Nouvelle-Aquitaine, tây nam nước Pháp. Xã Sonnac, Charente-Maritime nằm ở khu vực có độ cao trung bình 38 mét trên mực nước biển.